# Krnica, Gorje
Krnica este o localitate din comuna Gorje, Slovenia, cu o populație de 380 de locuitori.